# Holcus rigidus
Holcus rigidus é uma espécie de planta com flor pertencente à família Poaceae. É endémica do arquipélago dos Açores, onde surgem em todas as ilhas à exceção da ilha de Santa Maria. É conhecida neste arquipélago pelos nomes comuns de erva-caniça e canição.
A autoridade científica da espécie é Hochst. ex Seub., tendo sido publicada em Flora Azorica 17. 1844.

## Proteção
Não se encontra protegida por legislação portuguesa ou da Comunidade Europeia.